# Lineáris keresés
A lineáris keresés egyszerű algoritmus, amellyel egy véges (nem feltétlenül numerikus) sorozat – vagy számítástechnikai szóhasználattal élve egy tömb – elemei közül megadunk egyet, amely T tulajdonságú - ha van ilyen. T egy tetszőleges tulajdonságfüggvényt jelent, egy sorozatbeli elemre nézve lehet igaz vagy hamis.
Sorszám helyett visszaadhatjuk az elem értékét is, de célszerűbb a sorszámot, mivel szükségünk lehet rá (ez alapján az elem is egyszerűen meghatározható).

## Az algoritmus
```
   
i = 1

   
CIKLUS AMÍG
 i ≤ N és ¬T(TOMB[i]) {
           
i = i + 1

   }
   
VAN = (i ≤ N)

   
HA
 VAN
           
SORSZÁM = i
```

Ez az algoritmus az első T tulajdonságú elem megtalálása után már nem folytatja a keresést.

## Lásd még
- Algoritmus